# Rory Gallagher
William Rory Gallagher (Ballyshannon, 2 de marzo de 1948-Londres, Inglaterra, 14 de junio de 1995) fue un músico, compositor y productor irlandés de blues rock, rhythm and blues y rock, conocido mundialmente por ser fundador de la banda Taste y por su exitosa carrera en solitario.
Debutó como guitarrista profesional a los quince años de edad en el sexteto Fontana, pero al poco tiempo se retiró para crear el power trio Taste, en 1966. Tras lanzar los discos Taste y On the Boards, disolvió la banda por problemas entre sus miembros e inició su carrera en solitario en 1971 con el disco Rory Gallagher. Durante la década de 1970 alcanzó la fama en Europa gracias a las producciones Deuce, Blueprint y Tattoo, cargados al blues rock, pero con los álbumes Against the Grain y Calling Card se introdujo en nuevos y distintos estilos musicales, como el jazz, rock y hard rock.
Durante la década de 1980 publicó solo tres álbumes de estudio, debido a los serios problemas de salud que derivaron de un excesivo consumo de alcohol. Además, y a finales del decenio, desarrolló una severa aerofobia, contra la cual se le recetó un fuerte sedante, cuya combinación con el consumo de alcohol dañaron de tal forma su hígado que tuvo que ser sometido a un trasplante. Sin embargo, y tras infectarse con estafilococos (SAMR), tras varias semanas de cuidados intensivos falleció en Londres a los 47 años de edad.
Con los años ha sido considerado uno de los músicos irlandeses más influyentes de la historia y uno de los guitarristas de blues rock más exitosos. Además, hasta el 2013 se estimó que había vendido más de 30 millones de discos en todo el mundo.

## Historia

### Niñez y adolescencia
Nació en la ciudad de Ballyshannon, en el Condado de Donegal, dentro de una familia de músicos; su padre, Daniel, trabajaba en la empresa de electricidad Electricity Supply Board y durante sus tiempos libres tocaba el acordeón y cantaba en la banda local Tir Chonaill Ceile Band, mientras que su madre, Monica, era cantante de la agrupación Abbey Players. Con solo 2 años de edad su familia se trasladó a Derry, donde nació su hermano Dónal, y luego se mudaron a Cork, donde vivió gran parte de su vida.
A los 9 años sus padres le regalaron su primera guitarra acústica, la que aprendió a tocar de manera autodidacta. A los 12 participó en un concurso de talentos, el cual ganó, y con el dinero compró su primera guitarra eléctrica. Tres años después adquirió su primera Fender Stratocaster, que llegó a ser su sello hasta el día de su muerte. Durante ese mismo tiempo conoció a través de la radio y la televisión a varios artistas de rock y blues, como Eddie Cochran, Buddy Holly y Muddy Waters, entre otros. Gracias a su influencia y bajo dicho género musical, empezó a tocar la armónica y a aprender nuevas técnicas en la guitarra, como el slide, y con el pasar de los años aprendió de manera autodidacta el saxofón alto, el banjo, la mandolina, el bajo y la sitar, con distintos grados de dominio.
A los 15 años inició su carrera profesional cuando ingresó en la banda Fontana, un sexteto que interpretaba grandes éxitos del rock and roll y del blues. Con el grupo recorrió gran parte de Irlanda y el Reino Unido en 1963; sin embargo, él junto con el bajista y el baterista se retiraron para crear una nueva banda llamada The Impact, en 1964, con la cual llegaron hasta Hamburgo, en Alemania Occidental. Tras retornar a Cork decidió deshacer la agrupación para crear su propio grupo a fines de 1965.

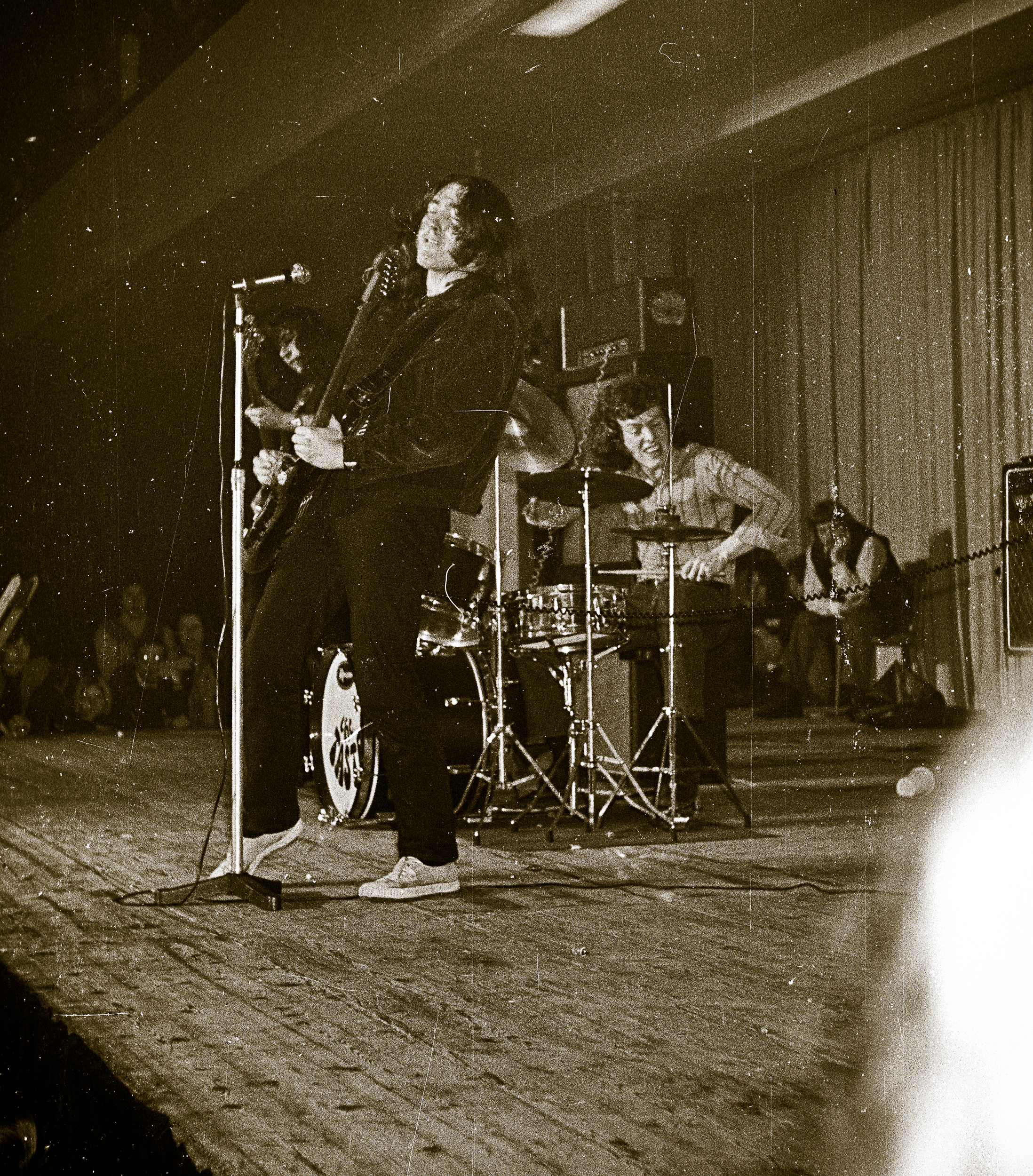
Rory, junto con Taste en vivo en 1970

### Su carrera con Taste
Artículo principal: Taste
En 1966, junto con Norman Damery y Eric Kitteringham, fundó The Taste, banda que interpretaba blues rock y rhythm and blues. Sin embargo, un año más tarde decidió rebautizar la agrupación bajo el nombre de Taste y con dos nuevos músicos, el baterista John Wilson y el bajista Richard "Charlie" McCracken. Este nuevo power trio lanzó su álbum debut en 1969, que les permitió girar por gran parte del Reino Unido en recintos como el Club Marquee y, en apoyo de Cream, en el Royal Albert Hall de Londres.
En 1970 publicaron el segundo disco de estudio, On the Boards, con el que tocaron por primera vez en Norteamérica como teloneros del supergrupo Blind Faith. Por aquel tiempo las relaciones personales entre ellos eran cada vez peor, lo que llevó a Rory a separar la banda luego de presentarse en el Festival de la Isla de Wight en 1970.

### Su carrera como solista

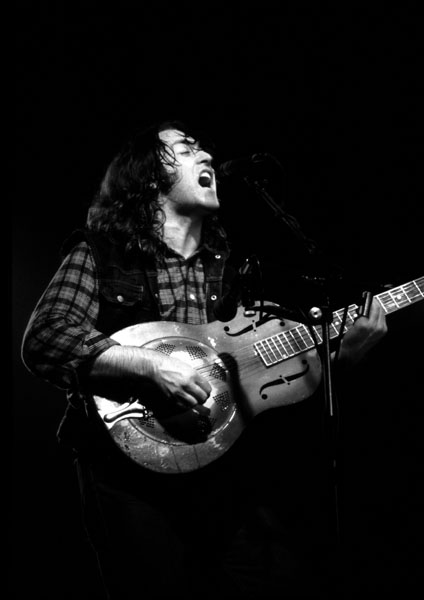
En concierto en Dublín (1978), junto con uno de sus tantos dobros

Tras la separación de su banda, inició su proyecto en solitario, y para ello convocó al bajista Gerry McAvoy y al baterista Wilgar Campbell, ambos de Deep Joy, a quienes conoció en 1970 cuando aún Rory era parte de Taste. Con ellos se trasladó a Londres, donde firmó con Polydor Records para distribuir sus futuros discos en el Reino Unido, y semanas después firmó con Atlantic Records para la distribución por el mercado estadounidense. En 1971 debutó con el disco Rory Gallagher, que obtuvo muy buena acogida por la prensa especializada y además alcanzó el lugar 32 en la lista musical británica. En ese mismo año fue escogido como el músico internacional del año por la revista británica Melody Maker, superando incluso a Eric Clapton.
Tan solo seis meses después de su debut lanzó al mercado su segundo disco, Deuce, que en un principio no recibió muy buenas críticas, pero que con el pasar de los años ha sido considerado como uno de sus mejores trabajos. Estos dos primeros LP le permitió girar por varias ciudades británicas, como también por Francia, Alemania Occidental, Austria y los Estados Unidos. Durante algunas presentaciones entre los meses de febrero y marzo de 1972, fue grabado el primer álbum en vivo, llamado Live in Europe, que recibió muy buena aceptación en las radios y las listas musicales, ya que obtuvo el puesto 9 en los UK Albums Chart y que debutó por primera vez en la lista estadounidense en el lugar 101.
En 1973, y luego de terminar su gira por Alemania, despidió a Wilgar Campbell e incorporó a Rod de'Ath en la batería, que provenía de la banda Killing Floor, y a su vez se integró el también miembro de la menciona banda Lou Martin en los teclados. Con ellos y convertidos en un cuarteto musical grabó Blueprint, que recibió muy buenas críticas de la prensa especializada y alcanzó el puesto 12 en el Reino Unido. A fines del mismo año lanzó al mercado Tattoo, que incluyó algunos elementos del jazz, folk y country, y que cuya gira promocional fue un gran éxito tanto en los Estados Unidos como en Europa. Parte de esta, específicamente en las ciudades de Belfast, Dublín y Cork, fue grabada para el directo Irish Tour '74, publicado a mediados de 1974.
En 1975 firmó con la casa discográfica Chrysalis y puso a la venta el álbum Against the Grain, que fue el primero en no debutar en el Reino Unido y que tampoco fue apoyado con una gira masiva, sino con solo algunas presentaciones en Alemania, Inglaterra y Suiza. Al año siguiente lanzó su sexta producción de estudio, Calling Card, que fue producido por él en conjunto con Roger Glover, bajista de Deep Purple, y que ha sido considerado como uno de sus mejores discos. Gracias al éxito que generó el álbum, la gira fue una de las más extensas en su carrera, llegando a los Estados Unidos en los meses de febrero y agosto, y que también le permitió llegar a Canadá.
Tras más de un año de presentarse en distintos países, a fines de 1977 despidió a Rod de'Ath y a Lou Martin para reformar su banda y volver a crear un power trio, por ello mantuvo su relación laboral con Gerry McAvoy en el bajo y contrató al baterista Ted McKenna. Con ellos, en 1978 publicó Photo-Finish, que no recibió muy buenas críticas y que no entró en las listas musicales del país británico. Al año siguiente apareció Top Priority, que con elementos del rock lo puso nuevamente en los UK Albums Chart. Durante la gira correspondiente se grabó material para el tercer disco en vivo, Stage Struck, que, a pesar de poseer más elementos del hard rock, no obtuvo buenas críticas en el momento de su publicación.

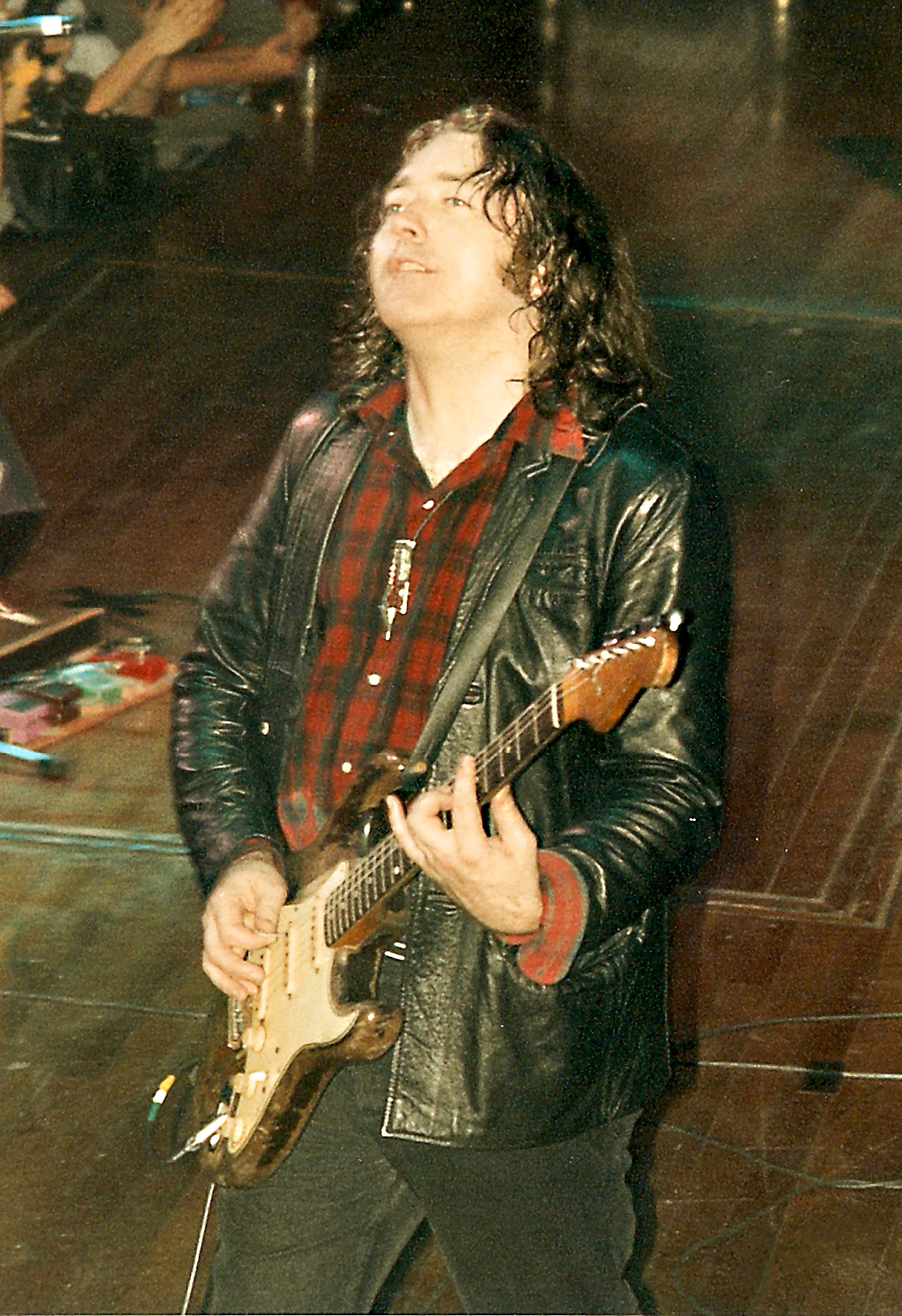
En Holanda (1987), durante el Defender Tour

Tras dos años de extensas giras por los Estados Unidos y luego de presentarse por primera vez en países como Grecia, Portugal y Bélgica, en 1982, y con Brendan O'Neil en la batería, publicó Jinx, que lo volvió a colocar en las listas musicales tras tres años de ausencia con material de estudio. Por ello su correspondiente gira fue la más extensa y a su vez la más concurrida, con cuatro meses consecutivos en los Estados Unidos llenando dos veces el Madison Square Garden de Nueva York, tres veces el Rosemont Horizon de Chicago y dos veces el recinto The Spectrum de Filadelfia, entre otras destacadas presentaciones en grandes arenas de dicho país.
Luego de culminar la gira Jinx Tour, se tomó un receso por un año de los escenarios, y es recién en 1984 que volvió a aparecer en algunos recintos del Reino Unido y Alemania. En 1985 dio varios conciertos en los países de Europa continental, como Serbia, Croacia, Eslovenia, Bosnia-Herzegovina y Hungría, y al año siguiente dio unas presentaciones en España, Alemania y su natal Irlanda.
En 1987, y luego de cinco años de ausencia de los estudios musicales, publicó Defender, a través de su propio sello discográfico Capo Records. El trabajo significó un sonido basado con claras influencias del chicago blues y algunos toques del country blues, que a pesar de ello no fue muy bien recibido en las listas musicales y también su respectiva gira promocional fue una de las más cortas dentro de su carrera. En 1990, y luego de seis meses de arduo trabajo de grabación, lanzó al mercado Fresh Evidence, que tras su muerte, en 1995, se convirtió en su último álbum de estudio. Lamentablemente y por sus problemas de salud que lo llevaron a su fallecimiento, el disco prácticamente no fue promocionado.

## Muerte

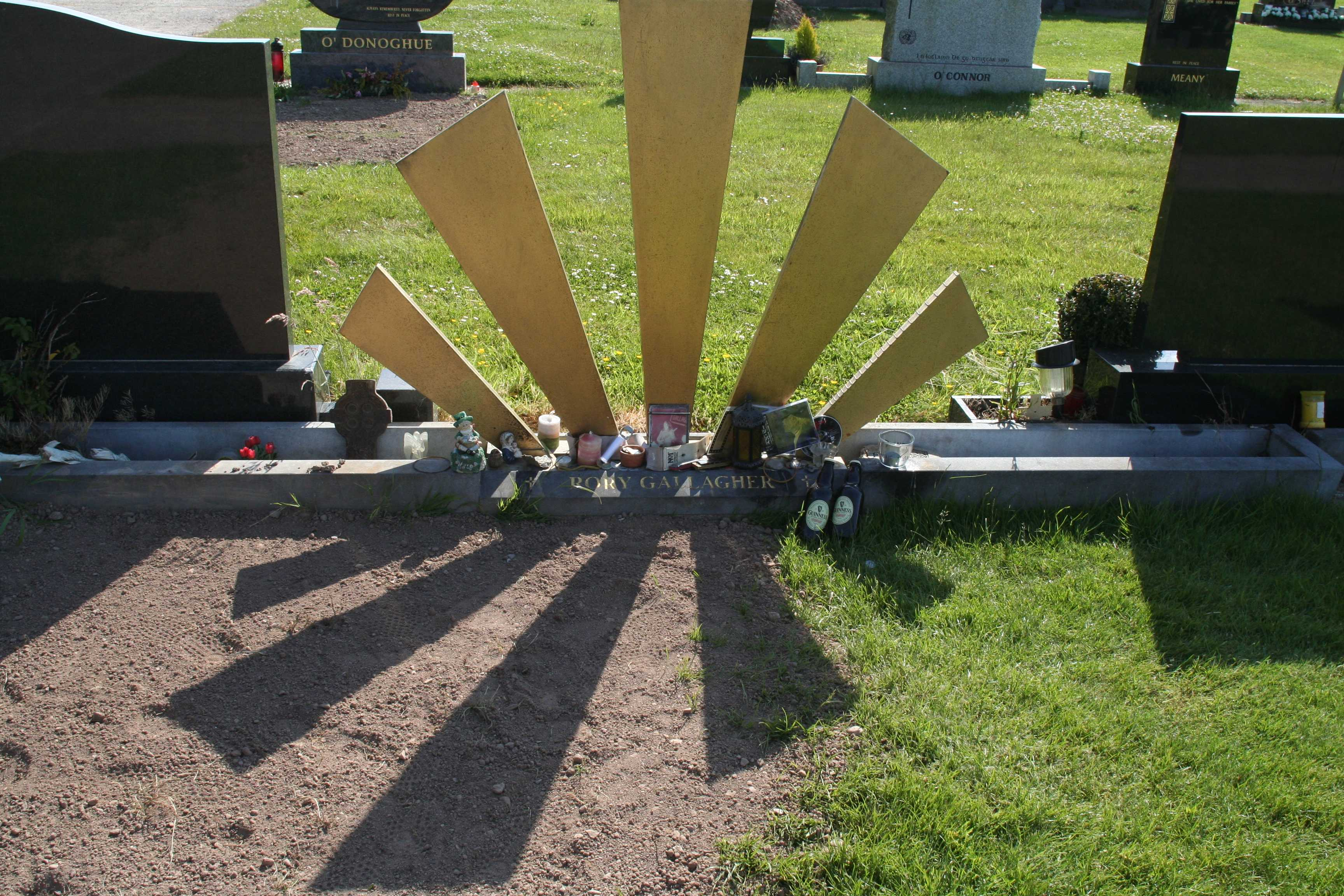
La tumba de Rory Gallagher

A fines de la década de los ochenta desarrolló una grave aerofobia (miedo a volar) y para superarla recibió una prescripción médica de un fuerte sedante. Este medicamento, con su abusivo consumo de alcohol, le generó daños graves a su hígado, pero a pesar de ello siguió dando conciertos en extensas giras. Durante su última presentación dada el 10 de enero de 1995 en los Países Bajos, su salud empeoró de tal manera que el resto de la gira fue cancelado.
En marzo del mismo año fue ingresado al Hospital Colegio del Rey en Londres y fue allí donde se descubrió que su mala salud era evidente a causa de múltiples fallos en su hígado, por ello los médicos determinaron que un trasplante era la única forma de poder salvarlo. Después de trece semanas de cuidados intensivos y a la espera de ser trasladado a una clínica de reposo, su salud se agravó súbitamente cuando contrajo una infección de estafilococos (SAMR), llevándolo a su muerte el 14 de junio de 1995 a los 47 años de edad.
Fue sepultado en el Cementerio San Oliver, en las afueras de Ballincollig, una ciudad satélite de Cork, en Irlanda, y su lápida es una réplica de un premio que recibió en 1972 para el guitarrista internacional del año. Cabe señalar que nunca se casó y que no tuvo hijos; por ende los derechos de su música y otros conceptos son dirigidos por su hermano menor, Dónal Gallagher.

## Equipos

### Guitarras y otros instrumentos
Desde muy joven Rory aprendió a tocar una gran variedad de instrumentos y llegó a ser un gran multiinstrumentista. Su habilidad principal era el manejo de instrumentos de cuerda, como guitarras acústicas y eléctricas, mandolinas, dulcimer, dobros, banjo, sitar y sitar eléctrica. También y durante sus más de treinta años de carrera aprendió a tocar el saxofón alto y la armónica.

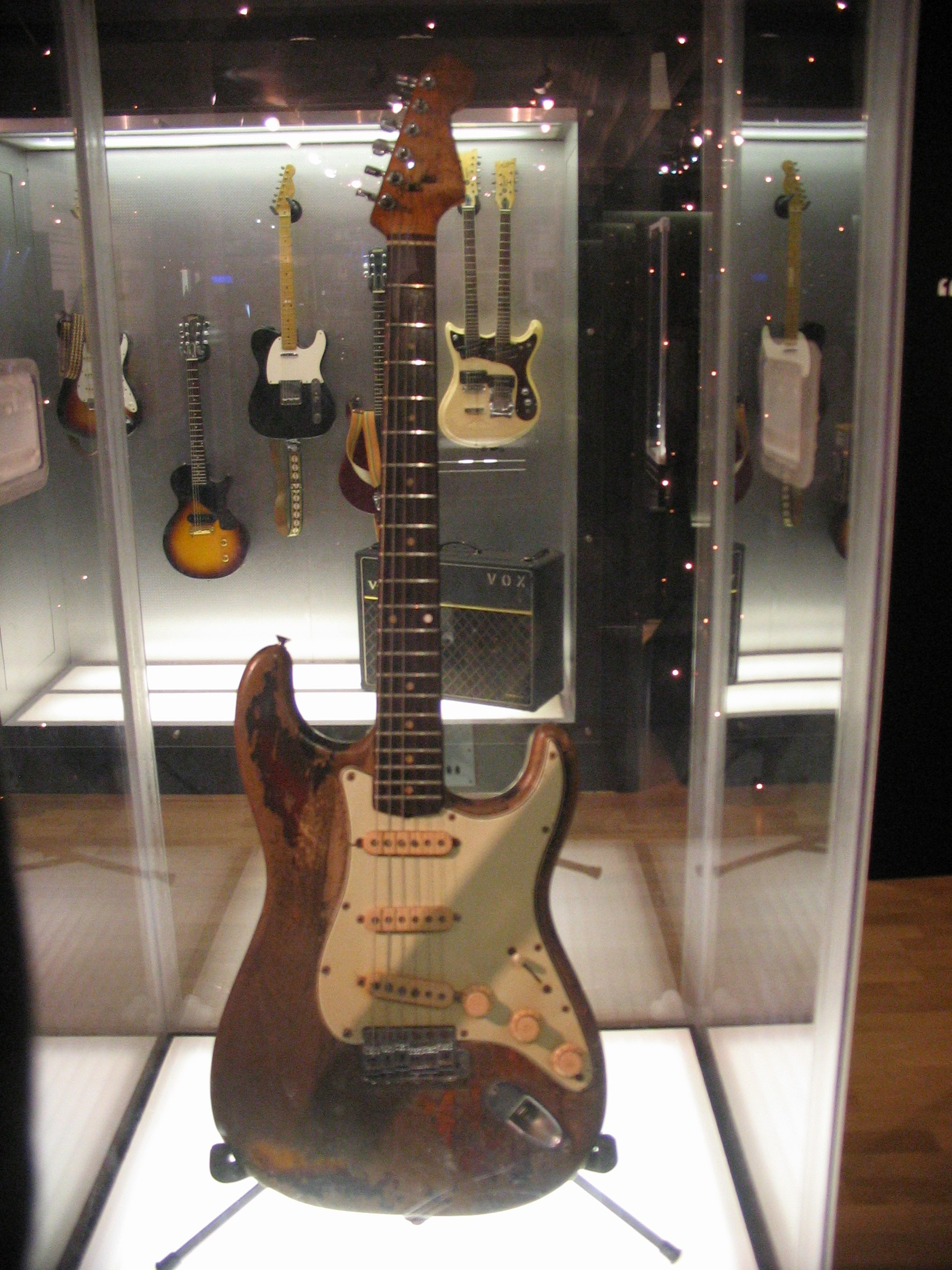
La primera Fender Stratocaster de Rory, en exhibición

En 1958 sus padres le regalaron su primera guitarra acústica, modelo Flap Top, y en 1961 se compró su primera guitarra eléctrica, una Fender Stratocaster Sunburst color desgastado que llegó a ser su instrumento más característico, incluso la usó hasta sus últimas presentaciones. Durante su estadía en Taste adquirió otros modelos de Fender, como la Telecaster y la Esquire.
Otras de sus marcas favoritas eran las guitarras Gretsch en sus modelos Corvette color rojo, Chet Atkins PX6121 y PX6135, los instrumentos Silvertone en sus modelos 1319, 1323 y S1478L modelo Jaguar, las Tokai en los modelos Talbo y Talbo A-1000 y las guitarras Gibson en los modelos Les Paul Jr., Melody Maker, L6S Deluxe y la Nighthawk.
En cuanto a guitarras acústicas, utilizó la Martin modelo D35 Acoustic, Takamine modelo Dreadnought Style Acoustic, Sigma DM5, Charvelle 625C y guitarras de doce cuerdas, como la Harmony H912 Stella, Harmony H1270 Sovereign y la Ibanez V302BS. Mientras que en otros instrumentos de cuerda usó una mandolina Martín de 1921, una mandola y una mandolina eléctrica marca Eccleshall, una guitarra portuguesa de marca desconocida, una sitar eléctrica marca Coral y dobros de fábricas como la National modelo Troillan y modelo Resophonic y un dobro alemán de Continental Manufacture. Por otro lado, uno de sus instrumentos favoritos era un saxofón alto marca Conn-Selmer.

### Amplificadores
Al igual que muchos otros guitarristas de su época, utilizó amplificadores que venían en "combos" junto con las guitarras que compraba, como los Fender Champ o la Bassman. Sin embargo, para obtener un sonido más fuerte en los escenarios, generalmente los combinaba. Cabe señalar que durante su paso con Taste, adquirió un Vox AC30 que, según él, era uno de los mejores que se podía encontrar en Europa. Este amplificador, junto con los efectos agudos o treble booster marca Dallas Rangemaster, dio el toque perfecto que él buscaba.
Durante la mitad de la década de los setenta, usó pedales Ibanez Tube Screamer y MXR Dyna Comp, como también efectos marca Boss modelos Flanger y Octaver. A su vez, y luego de acercarse al hard rock, empleó amplificadores Ampeg en su modelos VT40 y VT22, y otros cuantos modelos de la marca Marshall. Además Rory fue uno de los pocos guitarristas británicos que usaba amplificadores alemanes, como el Stramp 2100a y diversos modelos de la fábrica PCL Vintage Amp ubicada en la región germana de Sarre, quienes los construía a petición y bajo sus propias cláusulas.

## Influencias
Ha sido influenciado por los primeros músicos de rock y blues, como Albert King, Elmore James, James Burton, Muddy Waters, Chuck Berry, Jerry Lee Lewis, Lonnie Donegan, John Mayall, Jimi Hendrix, Elvis Presley y Van Morrison, entre otros. También dentro de sus influencias se encuentran las bandas The Rolling Stones, Cream, The Yardbirds y The Dubliners, por mencionar algunos.
A su vez, ha sido considerado como influencia e inspiración para otros guitarristas, ya sea de blues rock, hard rock y heavy metal, como The Edge, Gary Moore, Vivian Campbell, Janick Gers, Slash, Joe Strummer, Johnny Marr, Glenn Tipton, Brian May, Joe Bonamassa y Rosendo Mercado, entre otros tantos.

## Lanzamientos póstumos y tributos

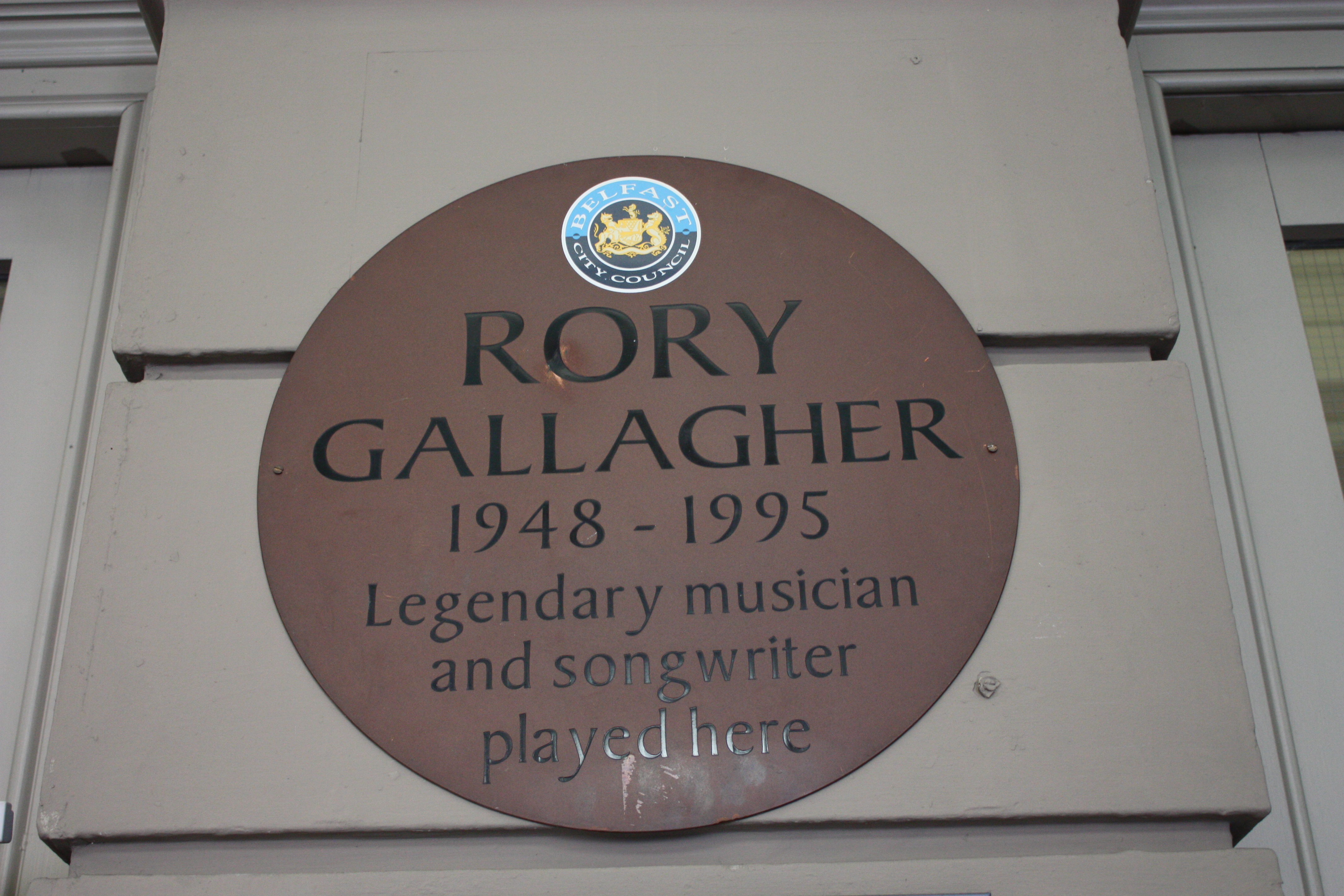
Placa conmemorativa en el Ulster Hall de Belfast

Tras su fallecimiento, su hermano Dónal Gallagher es el encargado de los derechos de su música y otros conceptos de su vida; por ello, y desde 1999, él junto con el sello Buddah Records han remasterizado y relanzado todos sus discos de su carrera en solitario, como también han sido publicados los álbumes póstumos BBC Sessions en 1999 y Wheels Within Wheels en 2003. En 2011, y luego de que la discográfica Eagle Records firmara un contrato con la familia Gallagher, se publicó el disco Notes from San Francisco, que hasta ahora es el último lanzamiento póstumo.
A su vez, y a con el pasar de los años, ha recibido numerosos tributos y homenajes, el primero de ellos fue la apertura de la Biblioteca Rory Gallagher en el Auditorio Curtis de la Escuela de Música de Cork, el 19 de noviembre de 1995. El 25 de octubre de 1997 fue inaugurada una escultura de bronce en su honor en la plaza St. Paul's St. Square en Cork —actualmente se llama Rory Gallagher Square— y que fue obra de su amiga de infancia Geraldine Creedon. De igual manera pero en la ciudad de Dublín, precisamente en la esquina entre el Meeting House Square y el Temple Bar, fue colocada una placa de bronce tamaño real de su Fender Stratocaster y fue llamada Rory Gallagher Corner, la esquina Rory Gallagher en español.
En el año 2006 fue colocada una placa en su honor en uno de los salones del recinto Úlster Hall, en Belfast, capital de Irlanda del Norte. Dos años después, en 2008, en el suburbio Ris-Orangis, al sur de París, una de sus calles fue nombrada Rue Rory Gallagher.
Cabe señalar que la empresa de amplificadores y de pedales Flynn Amps fabricó un pedal modelo Hawk llamado Rory Gallagher Hawk, que es una clonación de un pedal creado por él mismo en 1970.
El 2 de junio de 2010 en su ciudad natal, Ballyshannon, fue erigida una escultura de él en tamaño real, y que en una de sus esquinas dice Follow Me, "Síganme" en español. A su vez y desde ese mismo año se celebra en la mencionada ciudad el Festival de Blues Rory Gallagher, que entrega un premio con su figura al ganador.

## Discografía

### Con Taste
Para más detalles véase el artículo: Taste
- 1969: London Invasion
- 1969: Taste
- 1970: On The Boards
- 1971: Live Taste
- 1972: Live at the Isle of Wight

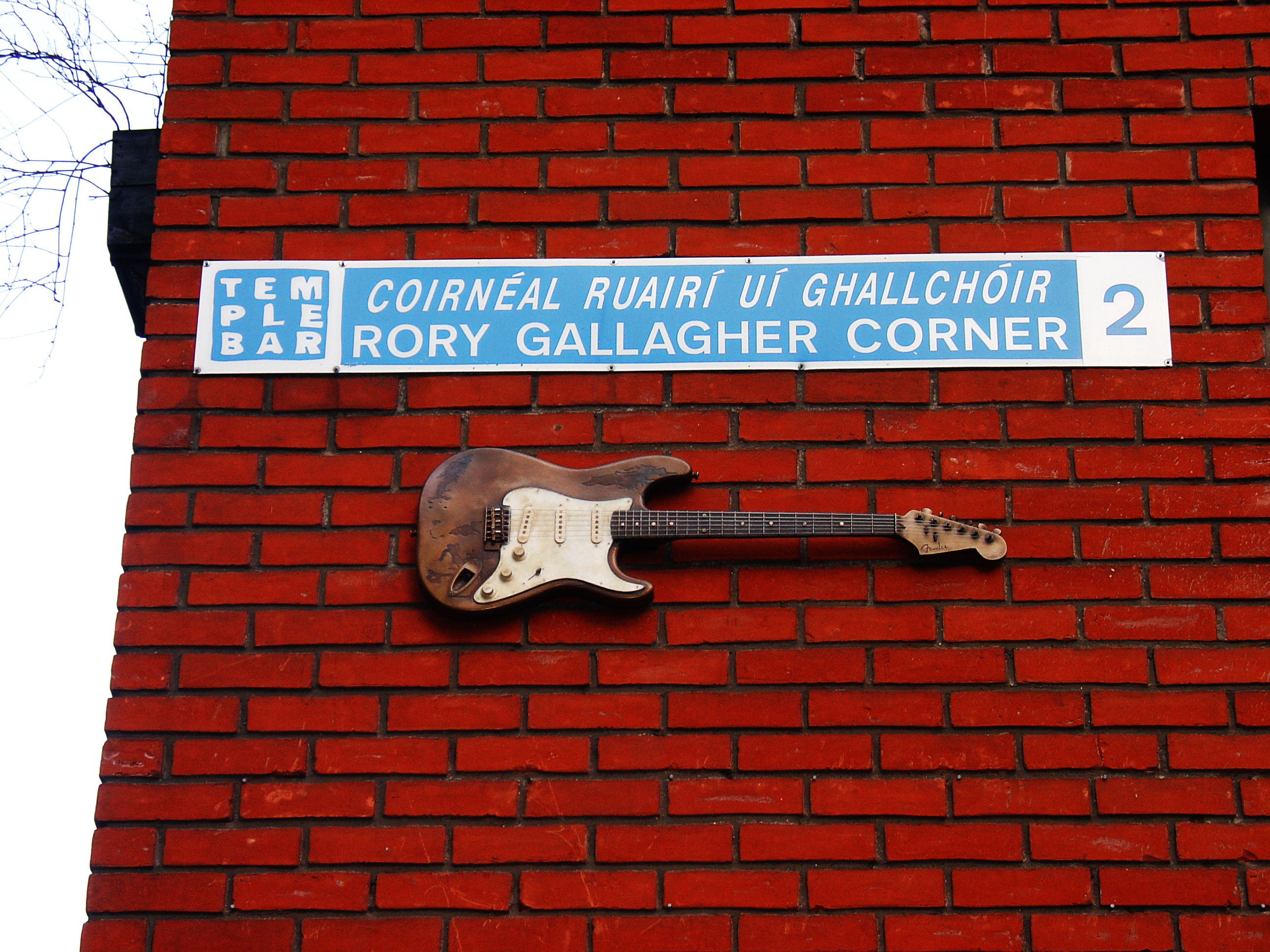
El Rory Gallagher Corner en Dublín

- 1972: Taste First, grabado en 1967, publicado en 1974 como In the Beginning, an early Taste of Rory Gallagher y en 1976 como Take It Easy Baby
- 1994: The Best of Taste (álbum recopilatorio)

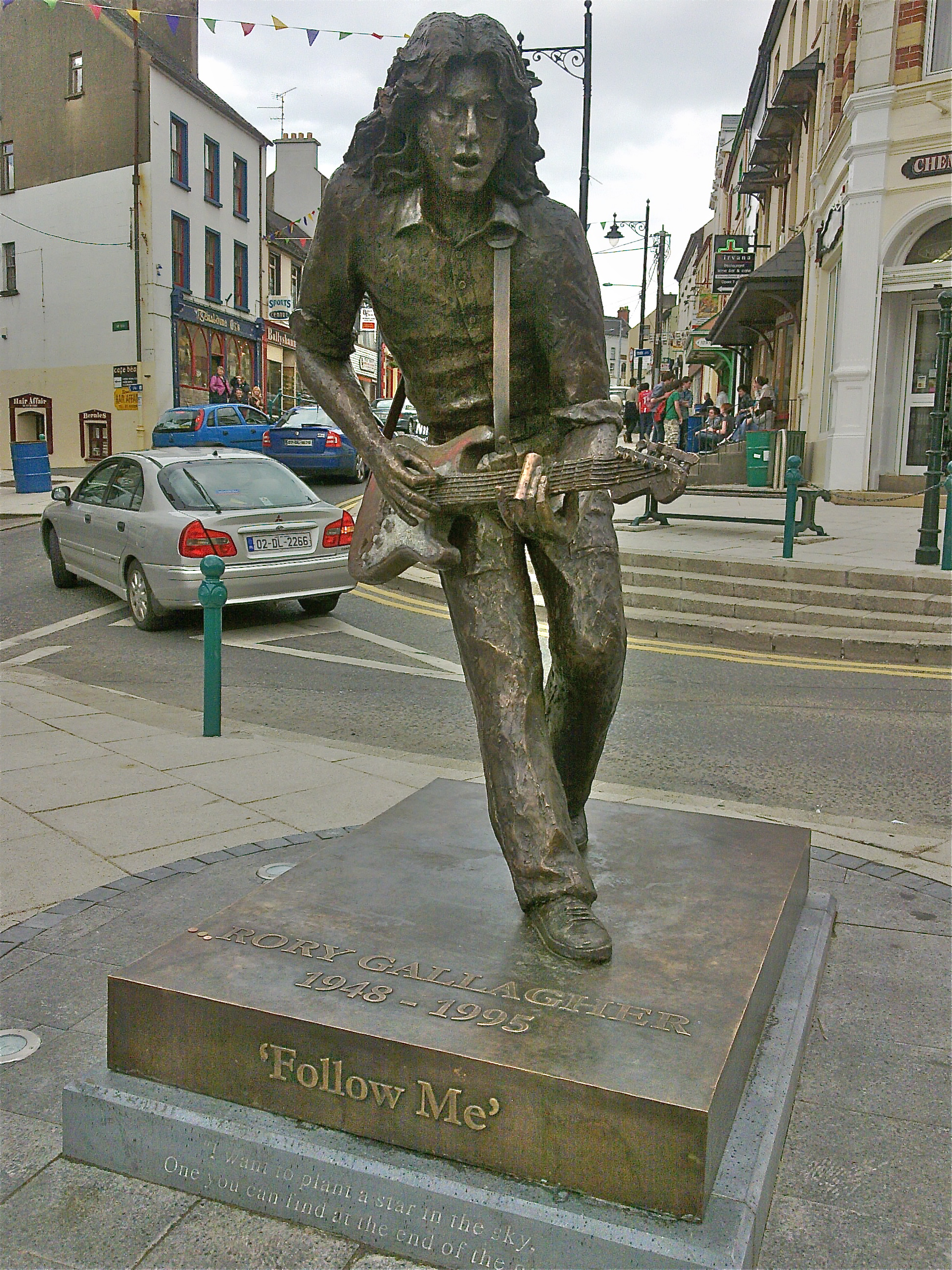
Estatua conmemorativa en Ballyshannon

### Álbumes de estudio
- 1971: Rory Gallagher
- 1971: Deuce
- 1973: Blueprint
- 1973: Tattoo
- 1975: Against the Grain
- 1976: Calling Card
- 1978: Photo-Finish
- 1979: Top Priority
- 1982: Jinx
- 1987: Defender
- 1990: Fresh Evidence

En directo
- 1972: Live in Europe
- 1974: Irish Tour '74
- 1980: Stage Struck

### Álbumes póstumos
- 1999: BBC Sessions
- 2003: Wheels Within Wheels
- 2010: The Beat Club Sessions
- 2011: Notes from San Francisco
- 2013: Across The Water - An Irish Man In The USA (1973-1976)
- 2013: Kickback City
- 2020: Check Shirt Wizard - Live in '77
- 2020: Cleveland Calling
- 2021: Cleveland Calling, Pt.2
- 2022: Live in San Diego '74
- 2023: All Around Man - Live in London

### Recopilatorios
- 1974: The Story So Far
- 1975: In The Beginning
- 1976: Take It Easy Baby
- 1995: A Blue Day For The Blues
- 1998: Etched In Blue
- 2005: Big Guns: The Very Best Of Rory Gallagher
- 2008: The Essential Rory Gallagher
- 2019: Blues

### Vídeos
- 2000: Irish Tour 1974
- 2004: Live At Rockpalast
- 2005: The Complete Rockpalast Collection
- 2006: Live at Cork Opera House
- 2006: Live In Montreux